# فهرست کتاب‌های شیعه
فهرست کتاب‌های شیعه شامل کتاب‌هایی است که حاوی بحث‌هایی در حول اصول دین (توحید، نبوت، امامت، عدل، معاد) و فروع دین (نماز، روزه، خمس، زکات، حج، جهاد، امر به معروف و نهی از منکر، تولی، تبری) است.

## مجموعه احادیث (جوامع حدیثی)

### جوامع اولیه یاکتب اربعه
«کتب اربعه» یا «اصول اربعه» عنوان چهار کتاب مهم حدیثی شیعه است. از این کتاب‌ها در اصطلاح عالمان متأخر با عنوان «جوامع حدیثی متقدم» یا «جوامع اولیه» نیز یاد شده‌است. این چهار کتاب عبارت‌اند از:
۱. الکافی: گردآوری شده توسط محمد بن یعقوب کلینی (متوفای ۳۲۸ یا ۳۲۹ق)، و ۱۶۱۹۹ حدیث دارد.

۲. من لایحضره الفقیه: گردآوری شده توسط ابوجعفر محمد بن علی بن بابویه قمی ملقب به شیخ صدوق (متوفای ۳۸۱ق) و ۵۹۶۳ حدیث دارد.

۳. تهذیب الاحکام: گردآوری شده توسط ابوجعفر محمد بن الحسن طوسی معروف به شیخ طوسی (متوفای ۴۶۰ق) و ۱۳۵۹۰ حدیث دارد.

۴. الاستبصار فِیمَا اختُلف مِن الاخبار: گردآوری شده توسط شیخ طوسی است و ۵۵۱۱ حدیث دارد.

### جوامع ثانویه
«جوامع ثانویه» یا «جوامع حدیثی متأخر»، عنوانی است که به سه کتاب حدیثی زیر اطلاق می‌شود:
- الوافی، تألیف محمد محسن فیض کاشانی (متوفای ۱۰۹۱ق).
- وسائل الشیعة فی تحصیل مسائل الشریعة اثر شیخ حرّ عاملی در برگیرنده مهم‌ترین احادیث فقه شیعه در أبواب مختلف است، که در طول ۱۸ سال نگاشته شده‌است.
- بحارالانوار، تألیف محمد باقر مجلسی (متوفای ۱۱۱۱ق).[۱]
- نهج البلاغه

نهج‌البلاغه گزیده‌ای از خطبه‌ها، نامه‌ها و سخنان کوتاه علی ابن ابی‌طالب است که شخصی به نام سید رضی در قرن چهارم هجری قمری براساس ذوق ادبی خویش از نامه‌ها و خطبه‌های علی فراهم آورده‌است. از جمله شاخصه‌های این کتاب، ترجمه‌های متعدد آن است.
- صحیفه سجادیه

کتاب صحیفه سجادیه، مجموعه‌ای از دعاها و مناجات امام چهارم شیعیان، زین العابدین علی بن الحسین است.
- کتاب سلیم بن قیس هلالی (اسرار آل محمد)، نوشته شده توسط سلیم بن قیس هلالی.
- حق‌الیقین، کتابی است از علامه محمدباقر مجلسی در عقاید شیعه که بنا به قولی آخرین کتاب وی بوده‌است.
- قرب الاسناد، توسط عبدالله بن جعفر حمیری، شامل ۱۳۸۷ حدیث است.
- غرر الحکم و درر الکلم، کتابی است شامل گفتاوردهای علی بن ابی طالب.
- میزان‌الحکمه

دانشنامه میزان الحکمه عنوان کتابی روایی است که طی سالهای ۱۳۴۷ تا ۱۴۰۷ هجری قمری توسط محمد محمدی ری شهری نگاشته شده‌است.

## مجموعه ادعیه
- صحیفه علویه، مجموعه‌ای از دعاهای منسوب به علی بن ابیطالب، امام اول شیعیان است.
- صحیفه سجادیه، مجموعه‌ای از دعاها و مناجات امام چهارم شیعیان، زین العابدین علی بن الحسین است.
- مفاتیح‌الجنان مجموعه‌ای از دعاها، مناجات، زیارات، اعمال مخصوصه ایام سال و ماه و روزها است که از طرف پیامبر اسلام و ائمه شیعیان صادر شده و توسط شیخ عباس قمی جمع‌آوری و تدوین شده‌است.
- صحیفه مهدیه، مجموعه‌ای از دعاهای منسوب به حجت بن الحسن، امام دوازدهم شیعیان است.
- جمال الأسبوع بکمال العمل المشروع، کتابی در ادعیه از سید بن طاووس که دارای ۴۹ است.
- مهج الدعوات و منهج العبادات، کتابی در زمینه ادعیه نوشته سید بن طاووس.

## فقه
- کشف الغطاء عن مبهمات الشریعة الغراء، تألیف: شیخ جعفر کاشف الغطاء
- مصادر الاجتهاد و مبانی الاستنباط عند الامامیه، تألیف: سید محمدهادی غضنفری خوانساری

## تفسیر
| ردیف | نام کتاب                    | مؤلف                          | قرن         | زبان  | مذهب | موضوع                 |
| ---- | --------------------------- | ----------------------------- | ----------- | ----- | ---- | --------------------- |
| ۱    | البرهان فی تفسیر القرآن     | سید هاشم بحرانی               | یازدهم هجری | عربی  | شیعه | تفسیر روایی           |
| ۲    | التبیان فی تفسیر القرآن     | شیخ طوسی                      | پنجم هجری   | عربی  | شیعه | تفسیر اجتهادی         |
| ۳    | تقریب القرآن إلی الأذهان    | سید محمد شیرازی               | معاصر       | عربی  | شیعه | تفسیر اعتقادی وتاریخی |
| ۴    | زبدة التفاسیر               | ملا فتح‌الله کاشانی            | دهم هجری    | عربی  | شیعه | تفسیر روایی           |
| ۵    | کنز الدقائق وبحر الغرائب    | محمد بن محمد رضا قمی مشهدی    | یازدهم هجری | عربی  | شیعه | تفسیر روایی ادبی      |
| ۶    | مجمع البیان فی تفسیر القرآن | شیخ طبرسی                     | ششم هجری    | عربی  | شیعه | تفسیر جامع            |
| ۷    | المیزان فی تفسیر القرآن     | سید محمد حسین طباطبایی        | معاصر       | عربی  | شیعه | تفسیر قرآن به قرآن    |
| ۸    | تفسیر نمونه                 | جمعی از علما                  | معاصر       | فارسی | شیعه | تفسیر اجتماعی         |
| ۹    | نور الثقلین                 | عبد العلی بن جمعه عروسی هویزی | یازدهم هجری | عربی  | شیعه | تفسیر روایی           |
| ۱۰   | تفسیر جامع                  | سید ابراهیم بروجردی           | معاصر       | فارسی | شیعه | تفسیر روایی           |
| 11   | تفسیر تسنیم                 | عبدالله جوادی آملی            | معاصر       | فارسی | شیعه |                       |
| 12   | تفسیر نور                   | محسن قرائتی                   | معاصر       | فارسی | شیعه |                       |

## آداب، اخلاق، اقتصاد اسلامی
- حلیة المتقین، معروف‌ترین کتاب فارسی علامه مجلسی است که راجع به آداب و سنن و اخلاق در ۲۶ ذیحجه سال ۱۰۸۱ (قمری) نوشته شده‌است.
- اخلاق ناصری، مهم‌ترین رساله در حکمت عملی در دوره اسلامی، نوشته خواجه نصیر طوسی، رساله‌ایست به زبان فارسی در باب اخلاق، اقتصاد و سیاست که اولین بار در ۶۳۳ (۱۲۳۵م) منتشر شد.
- تحف العقول، نوشته ابن شعبه حرانی
- صفات الشیعه، نوشته شیخ صدوق
- ارشاد القلوب، نوشته حسن بن محمد دیلمی
- معراج السعاده اثر ملا احمد نراقی

## کتاب‌های مهدویت
- الزام الناصب، توسط شیخ علی بن زین العابدین بارجینی یزدی حایری
- آثار اعتقاد به امام زمان، توسط محمد هادی قندهاری
- آفتاب زندگانی، توسط محمد هادی قندهاری
- دارالسلام، توسط محمود میثمی
- در انتظار ققنوس، ترجمه مهدی علیزاده
- عصر الظهور، توسط علی کورانی
- الغیبه، توسط شیخ طوسی
- الغیبة، توسط محمّد بن ابراهیم بن جعفر نعمانی
- فرجام‌شناسی حیات انسان، توسط غلامحسین تاجری نسب
- کمال الدین و تمام النعمه، توسط شیخ صدوق
- ملاحم و الفتن
- مکیال المکارم، توسط سید محمدتقی موسوی اصفهانی
- المحجة فیما نزل فی القائم الحجّة، توسط سید هاشم بحرانی
- معرفت امام عصر، توسط سید محمد بنی هاشمی
- منتخب الاثر فی الامام الثانی عشر، توسط لطف‌الله صافی گلپایگانی
- نجم الثاقب، توسط میرزاحسین طبرسی نوری
- روز رهایی (الیوم الخلاص)
- البراهین الاثنی عشر علی وجود الامام الثانی عشر، توسط سید طیب جزایری

## کتاب‌های تاریخ
- مقتل‌الغارات نوشته ابراهیم بن محمد ثقفی کوفی.
- ارشاد از شیخ مفید.
- حیات القلوب توسط مجلسی.
- منتهی الآمال، توسط شیخ عباس قمی، شامل تاریخ زندگی پیامبر اسلام و اهل بیت.
- شیعه در اسلام، توسط سید محمدحسین طباطبایی.
- شهدای راه فضیلت، توسط علامه امینی.
- سیره پیشوایان اثر مهدی پیشوایی.
- انسان ۲۵۰ ساله توسط سید علی خامنه ای

## مباحثه‌های بین شیعه و سنی
- المراجعات توسط عبدالحسین شرف الدین موسوی.

شب‌های پیشاور توسط سلطان الواعظین شیرازی

## معرفی شیعه
- شیعه در اسلام توسط علامه طباطبائی